# Goodbye Yellow Brick Road
Pour l’article homonyme, voir Goodbye Yellow Brick Road (chanson).
Albums de Elton John
Don't Shoot Me I'm Only the Piano Player
(1973) Caribou
(1974)
Singles
1. Saturday Night's Alright for Fighting
Sortie : 16 juillet 1973
2. Goodbye Yellow Brick Road
Sortie : 15 octobre 1973
3. Candle in the Wind
Sortie : 1974
4. Bennie and the Jets
Sortie : 4 février 1974

Goodbye Yellow Brick Road est le septième album studio d'Elton John, sorti en 1973.
Le titre et la pochette de ce double album renvoient au Magicien d'Oz et à sa route de brique jaune. Il contient quatre des plus célèbres hits d'Elton John : Candle in the Wind (dédiée à Marilyn Monroe), Bennie and the Jets, Goodbye Yellow Brick Road et le très rock Saturday Night's Alright for Fighting.

## Enregistrement
Comme les deux albums précédents d'Elton John, il est enregistré au château d'Hérouville.
Bernie Taupin écrit les paroles en un peu plus de deux semaines. Elton John compose ensuite les musiques en 3 jours alors qu'il séjourne au Pink Flamingo Hotel à Kingston en Jamaïque. Il s'était rendu là-bas car les Rolling Stones y ont enregistré leur album Goats Head Soup. La production de l'album débute donc en Jamaïque en janvier 1973. Cependant, Elton John et son équipe rencontrent de nombreux problèmes techniques et sont dérangés par l'effervescence autour du match de boxe entre Joe Frazier et George Foreman à Kingston ainsi que par un climat de tensions sociales et politiques. Le groupe décide de partir avant de travailler davantage,. Goodbye Yellow Brick Road est ainsi enregistré en deux semaines au Studio d'enregistrement Michel Magne au château d'Hérouville, près de Pontoise, en France, où Elton John a déjà enregistré ses albums Honky Château et Don't Shoot Me I'm Only the Piano Player. Bien qu'une version de Saturday Night's Alright for Fighting ait été enregistrée en Jamaïque, la version de l'album est celle enregistrée au château.
Selon le producteur Gus Dudgeon, l'album n'est initialement pas pensé comme un double album. Au total, Elton John et Bernie Taupin composent 22 morceaux.

## Accueil
Goodbye Yellow Brick Road est l'un des albums les plus populaires d'Elton John et son meilleur succès commercial. Trois singles sortent aux États-Unis : Goodbye Yellow Brick Road, Bennie and the Jets et Saturday Night's Alright for Fighting. Au Royaume-Uni, Candle in the Wind sort en single alors que Bennie and the Jets est en face B.
En 2003, l'album reçoit le Grammy Hall of Fame Award.

## Liste des titres
Toutes les chansons sont écrites et composées par Elton John et Bernie Taupin, excepté Funeral for a Friend composé par Elton John.
| 1. | Funeral for a Friend/Love Lies Bleeding | 11:09 |
| 2. | Candle in the Wind                      | 3:50  |
| 3. | Bennie and the Jets                     | 5:23  |

| 1. | Goodbye Yellow Brick Road | 3:13 |
| 2. | This Song Has No Title    | 2:23 |
| 3. | Grey Seal                 | 4:00 |
| 4. | Jamaica Jerk-Off          | 3:39 |
| 5. | I've Seen That Movie Too  | 5:59 |

| 1. | Sweet Painted Lady                   | 3:54 |
| 2. | The Ballad of Danny Bailey (1909–34) | 4:23 |
| 3. | Dirty Little Girl                    | 5:00 |
| 4. | All the Girls Love Alice             | 5:09 |

| 1. | Your Sister Can't Twist (But She Can Rock 'n Roll) | 2:42 |
| 2. | Saturday Night's Alright for Fighting              | 4:57 |
| 3. | Roy Rogers                                         | 4:07 |
| 4. | Social Disease                                     | 3:42 |
| 5. | Harmony                                            | 2:46 |

### Titres bonus et rééditions
Pour les 30 ans de l'album une édition deluxe sort en 2003, comprenant quatre titres bonus ainsi que le dvd The Making of Goodbye Yellow Brick Road, un documentaire réalisé par Bob Smeaton en 2001 pour Classic Albums Series 3 Ltd. On y trouve des images d'archives réalisées pendant l'enregistrement au Château d'Hérouville ainsi que des interviews récentes des artistes et techniciens impliqués dans la réalisation de l'album, dont Elton John, Bernie Taupin et Gus Dudgeon.
| 1. | Whenever You're Ready (We'll Go Steady Again) (face B de Saturday Night's Alright for Fighting) | 2:52 |
| 2. | Jack Rabbit (face B de Saturday Night's Alright for Fighting)                                   | 1:50 |
| 3. | Screw You (Young Man's Blues) (face B de Goodbye Yellow Brick Road)                             | 4:42 |
| 4. | Candle in the Wind (remix acoustique de 2003 par Greg Penny)                                    | 3:51 |

Le quarantième anniversaire de la sortie de l'album est marqué par la sortie de deux nouvelles éditions de Goodbye Yellow Brick Road le 24 mars 2014. La réédition deluxe inclut un deuxième disque, Goodbye Yellow Brick Road: Revisited & Beyond, composé pour moitié de reprises de chansons de l'album et pour moitié de titres provenant d'un concert donné par Elton John au Hammersmith Odeon en 1973. La réédition super deluxe comprend quatre disques : le deuxième contient les reprises et des démos et chansons rares, tandis que les CD 3 et 4 reprennent l'intégralité du concert de 1973. Un DVD bonus complète cette édition.
| 1.  | Candle in the Wind                                          | Ed Sheeran        | 3:19 |
| 2.  | Bennie and the Jets                                         | Miguel feat. Wale | 5:09 |
| 3.  | Goodbye Yellow Brick Road                                   | Hunter Hayes      | 3:07 |
| 4.  | Grey Seal                                                   | The Band Perry    | 3:38 |
| 5.  | Sweet Painted Lady                                          | John Grant        | 3:56 |
| 6.  | All the Girls Love Alice                                    | Emeli Sandé       | 3:34 |
| 7.  | Your Sister Can't Twist (But She Can Rock 'n Roll)          | Imelda May        | 2:49 |
| 8.  | Saturday Night's Alright for Fighting                       | Fall Out Boy      | 3:43 |
| 9.  | Harmony                                                     | Zac Brown Band    | 2:57 |
| 10. | Candle in the Wind (live au Hammersmith Odeon, 1973)        |                   | 4:04 |
| 11. | Goodbye Yellow Brick Road (live au Hammersmith Odeon, 1973) |                   | 3:07 |
| 12. | All the Girls Love Alice (live au Hammersmith Odeon, 1973)  |                   | 7:18 |
| 13. | Bennie and the Jets (live au Hammersmith Odeon, 1973)       |                   | 6:08 |
| 14. | Rocket Man (live au Hammersmith Odeon, 1973)                |                   | 4:55 |
| 15. | Daniel (live au Hammersmith Odeon, 1973)                    |                   | 4:16 |
| 16. | Honky Cat (live au Hammersmith Odeon, 1973)                 |                   | 7:15 |
| 17. | Crocodile Rock (live au Hammersmith Odeon, 1973)            |                   | 3:55 |
| 18. | Your Song (live au Hammersmith Odeon, 1973)                 |                   | 4:08 |

| 1.  | Candle in the Wind                                                                              | Ed Sheeran            | 3:19 |
| 2.  | Bennie and the Jets                                                                             | Miguel featuring Wale | 5:09 |
| 3.  | Goodbye Yellow Brick Road                                                                       | Hunter Hayes          | 3:07 |
| 4.  | Grey Seal                                                                                       | The Band Perry        | 3:38 |
| 5.  | Sweet Painted Lady                                                                              | John Grant            | 3:56 |
| 6.  | All the Girls Love Alice                                                                        | Emeli Sandé           | 3:34 |
| 7.  | Your Sister Can't Twist (But She Can Rock 'n Roll)                                              | Imelda May            | 2:49 |
| 8.  | Saturday Night's Alright for Fighting                                                           | Fall Out Boy          | 3:43 |
| 9.  | Harmony                                                                                         | Zac Brown Band        | 2:57 |
| 10. | Grey Seal (Piano demo)                                                                          |                       | 3:20 |
| 11. | Grey Seal (1970 original version)                                                               |                       | 3:37 |
| 12. | Jack Rabbit (Face B de Saturday Night's Alright for Fighting)                                   |                       | 1:50 |
| 13. | Whenever You're Ready (We'll Go Steady Again) (Face B de Saturday Night's Alright for Fighting) |                       | 2:52 |
| 14. | Screw You (Young Man's Blues) (Face B de Goodbye Yellow Brick Road)                             |                       | 4:42 |
| 15. | Candle in the Wind (remix acoustique de 2003 par Greg Penny)                                    |                       | 3:51 |
| 16. | Step into Christmas                                                                             |                       | 4:10 |
| 17. | Ho! Ho! Ho! (Who'd Be a Turkey at Christmas) (Face B de Step into Christmas)                    |                       | 4:04 |
| 18. | Philadelphia Freedom                                                                            |                       | 5:21 |
| 19. | Pinball Wizard (Pete Townshend)                                                                 |                       | 5:15 |

| 1. | Funeral for a Friend/Love Lies Bleeding | 11:52 |
| 2. | Candle in the Wind                      | 4:11  |
| 3. | Hercules                                | 9:16  |
| 4. | Rocket Man                              | 5:01  |
| 5. | Bennie and the Jets                     | 6:27  |
| 6. | Daniel                                  | 4:17  |
| 7. | This Song Has No Title                  | 2:57  |
| 8. | Honky Cat                               | 7:14  |

| 1. | Goodbye Yellow Brick Road                     | 3:22 |
| 2. | The Ballad of Danny Bailey (1909–34)          | 6:14 |
| 3. | Elderberry Wine                               | 6:23 |
| 4. | Rudolph the Red-Nosed Reindeer (Johnny Marks) | 1:15 |
| 5. | I've Seen That Movie Too                      | 5:45 |
| 6. | All the Girls Love Alice                      | 7:33 |
| 7. | Crocodile Rock                                | 6:34 |
| 8. | Your Song                                     | 4:29 |
| 9. | Saturday Night's Alright for Fighting         | 8:22 |

| 1. | Elton John & Bernie Taupin Say Goodbye to Norma Jean and Other Things (film documentaire de Bryan Forbes) | 45:00 |

## Musiciens

### Elton John Band
- Elton John : chant, piano (1–6, 8–10, 12–17), piano électrique Fender Rhodes (5, 6), orgue Farfisa (3, 5, 7, 13), mellotron (5, 6, 11)
- Davey Johnstone : guitare acoustique, guitare électrique, guitare slide, guitare steel, banjo, chœurs
- Dee Murray : basse, chœurs
- Nigel Olsson : batterie, congas, tambourin, chœurs

### Autres musiciens
- Del Newman : arrangements orchestraux (4, 8–10, 15, 17)
- David Hentschel : synthétiseur ARP sur (1, 12)
- Ray Cooper : tambourin sur (12)
- Kiki Dee : chœurs sur (12)
- Leroy Gómez : saxophone solo sur (16)
- Non crédité : Interjections vocales sur "Jamaica Jerk-Off" (crédité à Prince Rhino, Reggae Dwight et Toots Taupin, peut-être un pseudonyme d'Elton John et Bernie Taupin, bien que cela soit incertain), boîte à rythmes, maracas, timbales, claves sur "Jamaica Jerk-Off", castagnettes sur "Funeral for a Friend", shaker sur "I've Seen That Movie Too", tambourin sur "Social Disease", accordéon, vibraphone sur "Sweet Painted Lady"

## Classements et certifications
| Pays et classement                   | Meilleure position |
| ------------------------------------ | ------------------ |
| Australie - Kent Music Report        | 1                  |
| Canada - RPM Albums Chart            | 1                  |
| Danemark                             | 4                  |
| Finlande                             | 26                 |
| Italie                               | 5                  |
| Japon - Oricon                       | 22                 |
| Norvège - VG-lista                   | 5                  |
| Espagne                              | 8                  |
| Suède                                | 7                  |
| Royaume-Uni (UK Albums Chart)        | 1                  |
| États-Unis - Billboard 200           | 1                  |
| Allemagne de l'Ouest - Media Control | 41                 |

| Classement (1973)               | Position |
| ------------------------------- | -------- |
| Italie                          | 36       |
| Classement (1974)               | Position |
| Australie                       | 2        |
| Canada                          | 37       |
| Royaume-Uni - UK Albums Chart   | 7        |
| États-Unis - Billboard Year-End | 1        |

| Pays                    | Certification | Unités certifiées |
| ----------------------- | ------------- | ----------------- |
| Australie (ARIA)        | 3 × Platine   | 210 000           |
| États-Unis (RIAA)       | 8 × Platine   | 8 000 000         |
| Nouvelle-Zélande (RMNZ) | Platine       | 15 000            |
| Royaume-Uni (BPI)       | 2 × Platine   | 600 000           |